# Sur la route du paradis
Sur la route du paradis è un mediometraggio del 2011 diretto da Houda Benyamina.

## Trama
Sarah e Bilal si sono trasferiti con la madre Leila, dal Marocco, in Francia, in attesa di raggiungere il padre in Inghilterra. Sono clandestini, vivono in condizioni misere e devono rinunciare anche alla scuola per non esporsi. Respinti dalla società, attingono la loro forza dallo stare uniti, dal calore e dalla gioia dello stare insieme e del godere di piccoli istanti di serenità come una corsa in bicicletta o una festa di compleanno. Ma anche quest'unico bene sarà messo in pericolo.

## Riconoscimenti
- 2011 - Dubai International Film Festival
  - Premio Premio
  - Premio della Critica
- 2011 - Festival du Court Métrage de Tanger
  - Premio Speciale della Giuria
- 2012 - Festival del cinema africano, d'Asia e America Latina di Milano
  - Miglior cortometraggio africano